# 吉村優聖歩
吉村 優聖歩（よしむら ゆうせふ、2004年12月8日 - ）は、熊本県熊本市東区出身のプロ野球選手（投手、育成選手）。左投左打。読売ジャイアンツ所属。日本人の母とエジプト人の父を持つ。

## 経歴

### プロ入り前
6歳で野球を始める。熊本NJサンダース、熊本中央ボーイズを経て、明徳義塾高等学校に進学。2年春にサイドスローへ転向し、2年夏の甲子園にプロ入り後に再びチームメイトとなる1学年上の代木大和とともに出場。3登板で8強に貢献した。3年夏の甲子園の2回戦で9回2失点と好投するも、九州国際大学付属高校に敗戦。その後、U-18ワールドカップ日本代表に選出された。
2022年10月20日に行われたプロ野球ドラフト会議において、読売ジャイアンツから育成ドラフト3巡目で指名を受け、支度金290万円、年俸360万円（金額は推定）で仮契約を結んだ。背番号は026。担当スカウトは岸敬祐。

### 巨人時代
2023年1月に行われた新人合同自主トレーニングの1500メートル走で5分2秒を記録し、測定を開始した2017年以降では歴代最速タイムを記録した。二軍登板はなかったものの、10月のみやざきフェニックス・リーグでは6試合、計9イニングを投げて2安打、奪三振率は11.00を記録した。
2024年はケガに苦しみ、三軍での登板は18試合にとどまり、2勝0敗1セーブ、防御率2.95にとどまった。オフに10万円減の推定年俸370万円で契約を更改した。

## 選手としての特徴
球の出どころが見づらいトルネード投法の変則左腕。

## 詳細情報

### 背番号
- 026（2023年[4] - ）